# Pistolet HK P9S
HK P9S – niemiecki pistolet samopowtarzalny firmy Heckler und Koch GmbH. Jest to modyfikacja pistoletu P9 wyposażona w mechanizm spustowy podwójnego działania. Pistolet działa na nietypowej dla tego rodzaju broni zasadzie odrzutu zamka półswobodnego, którego otwarcie jest opóźniane przy pomocy dwóch rolek usytuowanych pomiędzy tłokiem zaporowym, a trzonem zamka.
Podstawowa wersja P9S ma kaliber 9 mm Parabellum. W mniejszej liczbie produkowana jest wersja kalibru .45 ACP przeznaczona głównie na rynek amerykański oraz wersja kalibru 7,65 mm Parabellum sprzedawana w krajach, w których posiadanie broni kalibru 9 mm Parabellum jest nielegalne (np. we Włoszech)